# Roavvevarri (kulle i Finland)
Roavvevarri är en kulle i Finland. Den ligger i Utsjoki kommun i landskapet Lappland, i den norra delen av landet, 1 100 km norr om huvudstaden Helsingfors. Toppen på Roavvevarri är 266 meter över havet, eller 163 meter över den omgivande terrängen. Bredden vid basen är 4,2 km.
Terrängen runt Roavvevarri är platt österut, men västerut är den kuperad. Trakten runt Roavvevarri är nära nog obefolkad, med mindre än två invånare per kvadratkilometer. Det finns inga samhällen i närheten. Omgivningarna runt Roavvevarri är i huvudsak ett öppet busklandskap.